# Dianthus longicalyx
Dianthus longicalyx är en nejlikväxtart som beskrevs av Friedrich Anton Wilhelm Miquel. Dianthus longicalyx ingår i släktet nejlikor, och familjen nejlikväxter. Inga underarter finns listade i Catalogue of Life.

## Bildgalleri

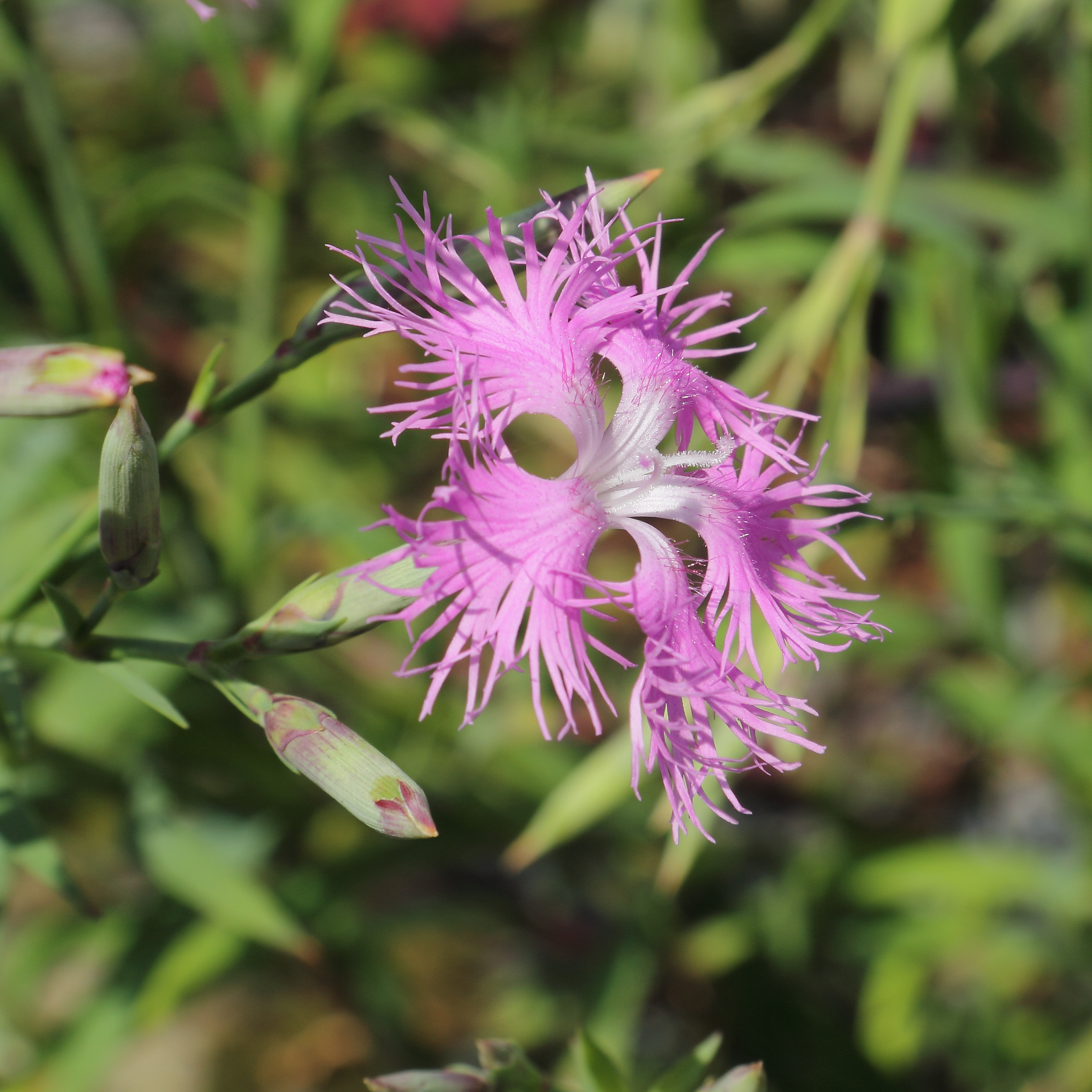
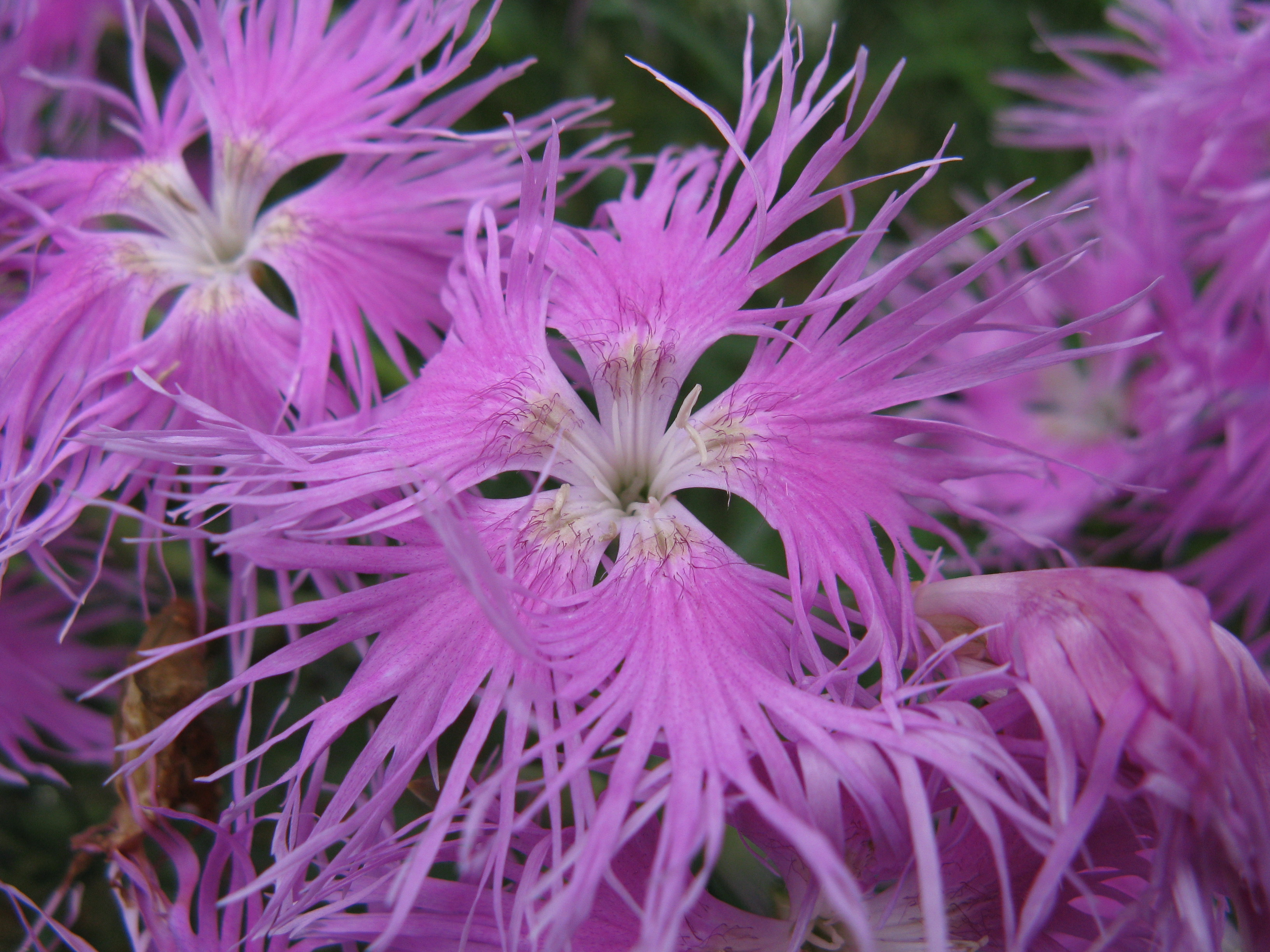
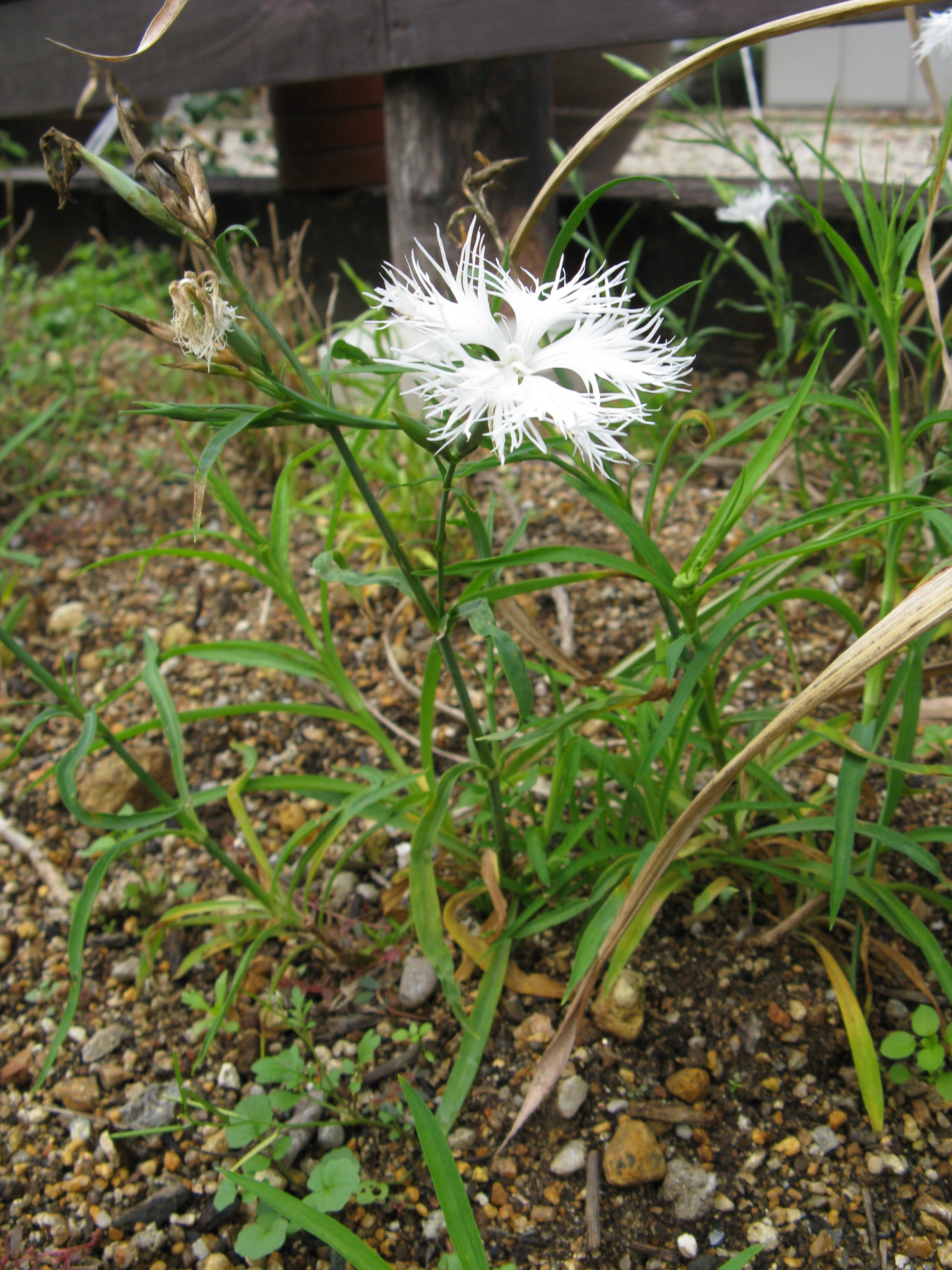
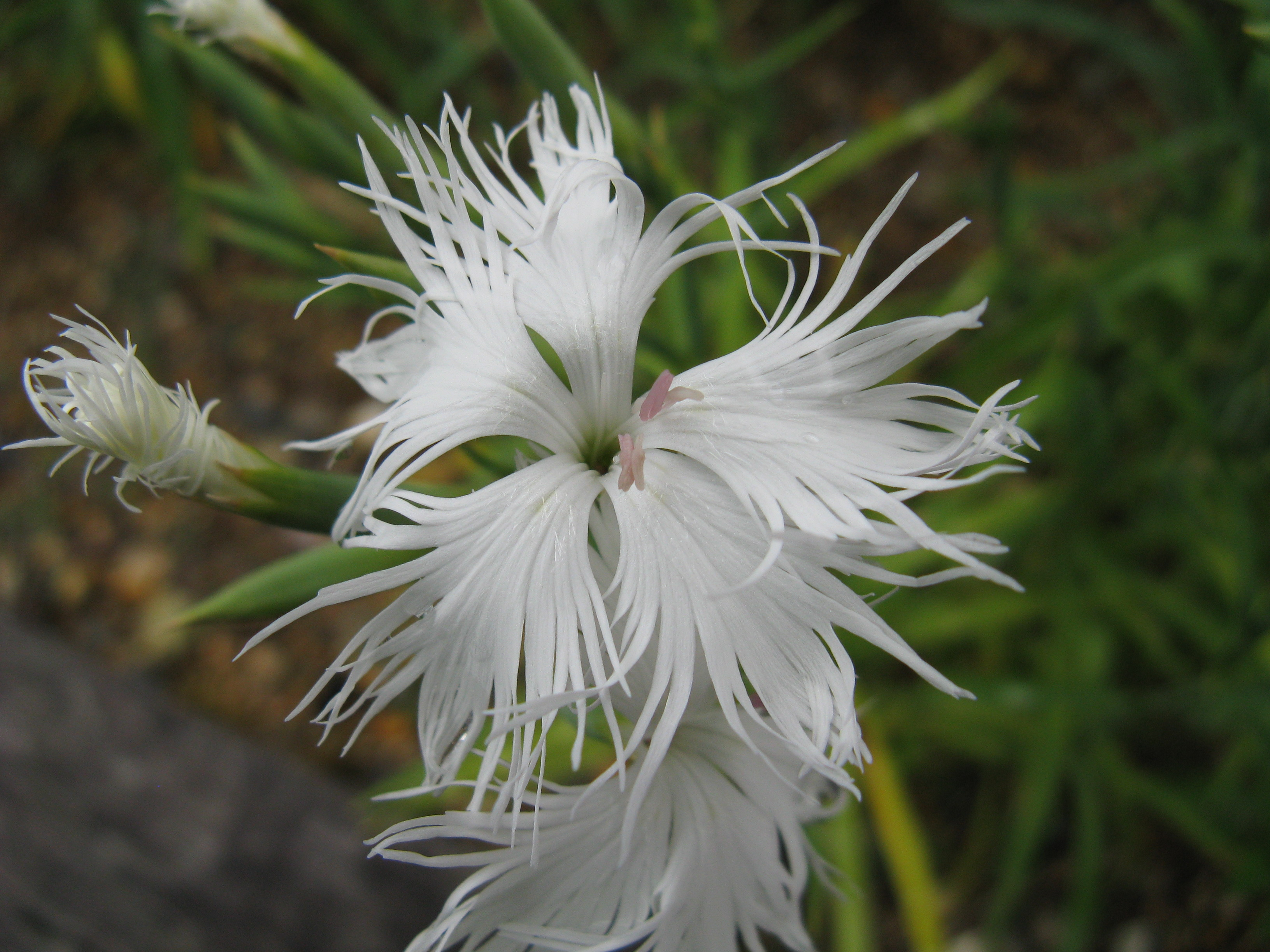
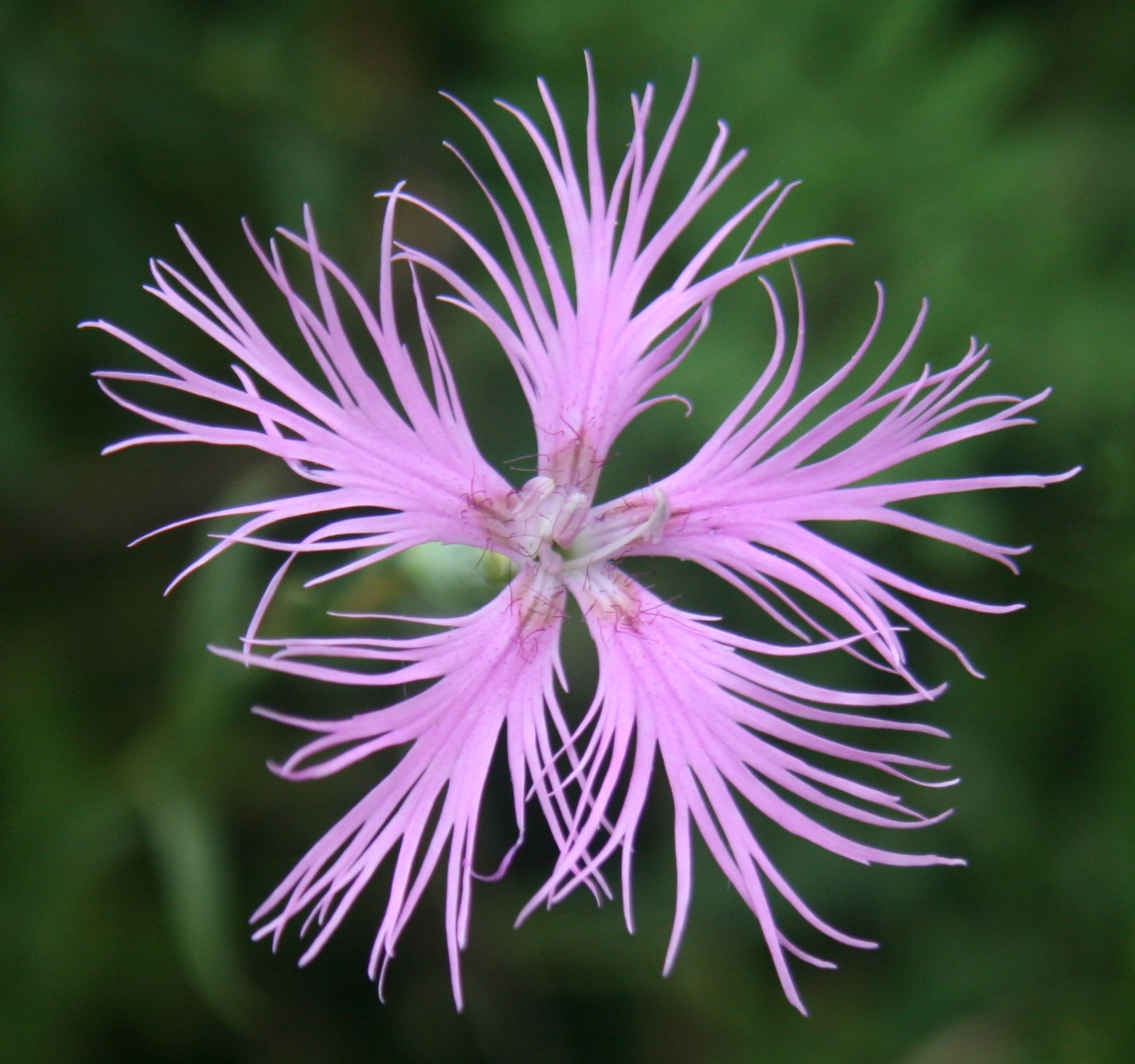